# 津野しの
津野 しの（つの しの、10月4日 - ）は、日本の女性声優、ナレーター。千葉県出身。シグマ・セブン所属。
津野まさいは母。

## 人物
The声優塾出身。
以前はDoaプロダクションに所属していた。

## 出演
太字はメインキャラクター。

### テレビ
- ペット波乱万丈 ワンダーにゃんダー（テレビ東京、2010年10月15日、ナレーション）
- ZIP! にっぽんわくわくキャラバン (日本テレビ、ナレーション)
- ヘラブナギャラリー　富士に臨む絶景の湖（釣りビジョン、2013年10月11日、ナレーション）
- ヘラブナギャラリー　紅葉に包まれる信州の自然湖・松原湖（釣りビジョン、2015年11月13日、ナレーション）
- NHKドキュメンタリー ウルトラ重機〜究極の超巨大ワールド〜（NHK BSプレミアム　2015年11月28日、ナレーション）
- ヘラブナギャラリー　桟橋とボートで楽しむ、ダム湖の野釣り（釣りビジョン、2017年11月17日、ナレーション）
- 出没!アド街ック天国（テレビ東京、2022年7月23日 - 、ナレーション)
- 夢が咲く 有吉園芸（BS朝日、2025年7月22日、代理ナレーション[注 1]）

### OVA
- マジンカイザーSKL（2011年、女性アナウンサー） - 劇場先行公開

### ゲーム
- ワイルドアームズ クロスファイア（ラブライナ・ワーズワース）
- SIREN:New Translation（屍人、村人）

### ドラマCD
- 年上ノ彼女（レポーター）

### ビデオパッケージ
- 農林水産省「親子で使おう食事バランスガイド」（ダイチ）